# Bola Tinubu
Bola Ahmed Adekunle Tinubu (født 29. marts 1952 i Lagos) er en nigeriansk politiker der siden 2023 har været Nigerias præsident. Han var guvernør i delstaten Lagos fra 1999 til 2007, hvilket vil sige leder af delstatens regering.
Tinubu tilbragte sin barndom i det sydvestlige Nigeria og flyttede senere til USA, hvor han studerede regnskab ved Chicago State University. Han vendte tilbage til Nigeria i begyndelsen af 1990'erne og blev ansat hos Mobil Nigeria som revisor, før han i 1992 gik ind i politik som socialdemokratisk kandidat til Lagos' senat. Efter general Sani Abacha blev diktator ved et kup i 1993 og opløste senatet, blev Tinubu en aktivist, der kæmpede for demokratiets tilbagevenden som en del af den nationale demokratiske koalitionsbevægelse.
I det første guvernørvalg i delstaten Lagos efter overgangen til demokrati i 1999 vandt Tinubu med bred margin som medlem af Alliance for Democracy. Fire år senere opnåede han genvalg til en anden valgperiode. Efter at have forladt embedet i 2007 spillede han en nøglerolle i dannelsen af All Progressives Congress i 2013. I 2023 blev han valgt til præsident for Nigeria.